# Suikoden II
Suikoden II (яп. 幻想水滸伝II Генсо Суйкодэн Тсу) — японская ролевая игра и вторая часть серии Suikoden, разработанная компанией Konami Computer Entertainment Tokyo, выпущенная для игровой приставки Sony PlayStation в конце 1998 года в Японии, в 1999 году в Северной Америке, в 2000 году в Европе, а также ставшая доступной для PlayStation Network в декабре 2014 года.
Как и первая часть, Suikoden II — это ролевая игра в фэнтезийном мире, сюжет которой повествует историю о взаимоотношениях, Рё и Джоуи, затрагивает темы, дружбы и предательства. Сюжет сосредоточен главным образом вокруг "Руны Начала", первой из "27 Настоящих Рун", сформировавших мир, что должна находиться в руках двух героев, один из которых представляет меч разрушения, а другой - щит защиты. Обладатели Руны должны быть близкими друзьями, но они также убивают друг друга, потому что это должно соответствовать первоначальному замыслу о взаимном исключении меча и щита и взаимном сотрудничестве. Таким образом, два обычных подростка превратились из близких друзей в противостоящих врагов и начали трагическую и сентиментальную судьбоносную дуэль.
Сценарий игры вдохновлен историей войны Чу и Хань и греко-персидскими войнами.
Suikoden II изначально была выпущена в ограниченном прокате и имела низкие продажи, вкупе с отсутствием популярности и со сдержанной критикой, направленной на более простую 2D-графику, тогда как вся игровая индустрия шла в сторону 3D и больших бюджетов. Но постепенно у игры появились поклонники, которые привлекли к ней достаточное внимание, тем самым увеличив известность и вызвав интерес. В ретроспективе многими авторитетными журналистами и игровыми журналами по видеоиграм она была названа классикой жанра ролевых игр, а позже и одной из величайших видеоигр всех времён.
Обновленная ремастер-версия вместе с предшественницей, Suikoden I и II HD Remaster: Gate Rune и Dunan Unification Wars, планируется выпустить для Microsoft Windows, Nintendo Switch, PlayStation 4 и Xbox One в 2023 году.

## Игровой процесс
Основная часть игрового процесса — это традиционное для японских ролевых игр исследование мира и развитие персонажей.
Пошаговые групповые бои, в которых могут участвовать до шести активных бойцов, управляемых игроком. Персонажи могут экипировать руны, позволяющие им использовать ограниченное количество магических заклинаний; в отличие от первой игры, на одного персонажа можно теперь надеть до трех рун. Переработанный инвентарь, в котором предметы теперь являются общими для группы и не ограничены отдельными инвентарями. Есть также стратегические бои, которые сильно отличаются от тех, что были в первом Suikoden: игрок теперь должен перемещать отряды по сетке, пытаясь окружить врагов и в конечном итоге победить их. Так же как и в предшественнике, присутствуют дуэли, оставшиеся без изменений.
Аналогичный сбор 108 персонажей (Звёзд Судьбы) для развития замка, служащего штабом армии. Вербуя их, придётся в том числе принять участие во множестве мини-игр.

## Сюжет
Королевство Хайленд и Городские Штаты Джоустон, находящиеся на побережье озера Дюнан, поколениями воюют друг с другом. Усыновленные мастером боевых искусств и некогда героем Джоустон - Генкаку - главный герой (в японском новеллизации - Рё, в манге-адаптации - Тао) и его старшая сестра - Нанами живут в Куаро - в маленьком городке, на границе королевства Хайленд.
В начале игры, королевство Хайленд и Городской Штат Джоустон - подписали соглашение о перемирии, главный герой, его лучший друг Джоуи Атрейдес, и другие молодые солдаты, накануне собирались вернуться обратно в родной город. Неожиданно лагерь главного героя подвергся нападению неизвестных сил, в результате чего вся армия была уничтожена. Королевство Хайленд заявило, что это была преднамеренная скрытая атака со стороны Городского Штата Джоустон, поэтому оно разорвало соглашение о перемирии и возобновило войну, чтобы нанести ответный удар.
Рё и Джоуи смогли выжить, и сбежали обратно в родной город - Куаро, будучи обвиненными в предательстве родного Королевства. Рё спасен из реки группой наемников, работающих на Джоустон, во главе с Виктором и Фликом из первой игры Suikoden, но задержан как вражеский солдат Хайленда. Джоуи спасен хранителями таинственного святилища в соседнем городе и выздоравливает. Узнав о заключении Рё, Джоуи спасает его, и они возвращаются в свой родной город в Хайленд. После воссоединения с Нанами они оказываются схвачены, обвинены в шпионаже и приговорены к смертной казни армией Хайленда ради сокрытие правды о резне в молодежной бригаде. Их спасают Виктор и Флик, и все трое возвращаются в Джоустон, чтобы сражаться против вторгшейся армии Хайленд. Спасаясь от наступающей армии, Рё и Джоуи возвращаются в ныне разрушенный город, где Джоуи был спасен, и их влечет к таинственному святилищу, которое является местом упокоения "Руны Начала". Они обретают "Руну Начала". Рё - "Руну Светлого Щита ", а Джоуи - "Руну Черного Меча". Они не ожидали, что, набирая силу, они также будут вовлечены в битву между рунами, каждая из которых определяет судьбу своего носителя. Руна, название которой отсылает к мифу о сотворении вселенной Суйкоден, управляет конфликтами и войнами и направляет судьбы Рё и Джоуи, что они должны сражаться друг с другом до тех пор, пока один из них не будет побежден и две половины не воссоединятся. После прибытия в Мьюз, Рё и Джоуи просят принять участие в шпионской миссии в лагере армии Хайленда, и по возвращении Джоуи попадает в плен к врагу. Тем временем, пытаясь сплотиться в битве против Хайленда, отдельные лидеры городов-государств впадают в мелкие препирательства и междоусобицы. Однако, когда армия Хайленда приближается, чтобы атаковать Мьюз, Джоуи убивает лидера Мьюз - Аннабель, и открывает городские ворота, чтобы впустить армию Хайленда. Рё и Нанами, ужаснувшиеся предательству - Джоуи, бегут с выжившими членами группы наемников Виктора на юг через озеро Дунан, чтобы перегруппироваться.
Вскоре после этого, между Хайлендом и Городским Штатом Джоустон, начинается новая война. Джоуи встает на сторону Хайленда, Рё - на сторону Джоустон с оставшимися солдатами и генералами Городского Штата Джоустон. Из-за личности приемного сына Генкаку - Рё избирается новым лидером армии Альянса и официально поднимает знамя против Хайленда. Их неизбежный конфликт причиняет много боли Нанами, которая желает, чтобы двое друга сбежали и жили тихой и счастливой жизнью вместе.
Антагонистом на протяжении большей части игры является Лука Блайт, наследник трона Хайленда. Лука - жестокий и кровожадный безумец, у которого в юном возрасте развилась сильная ненависть к Джоустону после того, как он стал свидетелем изнасилования своей матери солдатами города-государства во время предыдущей войны.
За это время стало известно, что Джоуи, находясь в плену, заключил сделку с Лукой Блайтом, чтобы ему разрешили помогать Хайленду в разгроме Городов-государств в обмен на помощь Луке в достижении его личных амбиций. Джоуи поднимается по служебной лестнице армии Хайленда после захвата Гринхилла даже без боя, женится на сестре Луки принцессе Джулии и вместе с Лукой замышляет убийство короля Хайленда - Агареса Блайта. Однако Джоуи рассказывает некоторым доверенным лейтенантам армии Хайленда, что его поддержка Луки - это уловка, что он считает безумие и жестокость Луки угрозой как Хайленду, так и Джоустону, и он намерен предать Луку после создания собственной базы поддержки. Став королем Хайленда, Лука начинает атаку против Армии Нового штата. Джоуи использует ожидающуюся атаку, чтобы предать Луку, предупредив армию Нового штата и предоставив Рё информацию о местонахождении Луки. Риу и армия Нового государства устраивают засаду на Луку, убивая его после длительной борьбы. Затем Джоуи становится королем Хайленда благодаря своей женитьбе на Джулии.
Однако после падения Луки Блайта - Джоуи все еще не желает заключать мир с Джоустоном, поскольку убежден, что для предотвращения ужасов войны необходима новая нация, контролирующая как Хайленд, так и Джоустон. Он призывает Рё сдаться, но Рё также не может предать доверие своих последователей, и этим двоим суждено продолжить борьбу. После успешного освобождения оккупированных городов-государств от контроля Хайлендов - Армия Альянса наносит поражение армии Хайлендов и вторгается в столицу, заставляя Джоуи бежать. Войдя в королевский замок Хайленд, Рё узнает, что Джоуи использовал свою руну Черного Меча, чтобы подавить силу руны Зверя, еще одной из 27 Истинных Рун, хранящихся в замке, которая управляет животной яростью, страстью и кровавым жертвоприношением. Считалось, что кровожадной безжалостности Луки способствовала Руна, и Лука жертвовал жизнями жителей Джоустона, чтобы пробудить силу Руны. После победы над активированной руной Зверя, Рё возвращается на гору из начала игры, где его ждет Джоуи. Дуэль двоих в последний раз, окончательная судьба Джоуи, Нанами и Рё зависит от выбора игрока и от того, завербовал ли игрок все 108 Звезд Судьбы.
Время действия сюжета - 460 лет по солнечному календарю. Исторический период отображаемый в сюжете носит название - "Война за объединение Дюнана".

## Разработка
Зимой 1993/1994 годов, новым на тот момент, сотрудникам Konami, Ёситаке Мураяме (сценаристу) и Дзюнко Кавано (художнику), было поручено создать ролевую игру для оригинальной консоли Konami, которую они разрабатывали. Ёситака Мураяма сперва написал сценарий для второго части, но побоялся, что дебют Konami на ниве RPG может оказаться недостаточно хорошим, и поэтому с начала создал приквел - что послужил первой частью серии.
После успеха первой игры продолжение получило зелёный свет. Читая письма фанатов, Мураяма решил, что преимуществом первой игры была ее история, и поэтому она стала основным направлением второй игры. История и сценарий же Suikoden 2 был задуман и написан самим Мураямой.

## Критика
| Сводный рейтинг | Сводный рейтинг |
| Агрегатор       | Оценка          |
| --------------- | --------------- |
| GameRankings    | 80,64 %         |

| Русскоязычные издания | Русскоязычные издания |
| Издание               | Оценка                |
| --------------------- | --------------------- |
| StopGame.ru           | «Похвально»           |

С 2010-х годов игра часто получает в ретроспективе высокую оценку критиков. Многие критики видеоигр и игроки считают ее одной из лучших игр в послужном списке Konami, а также одной из лучших консольных ролевых игр, созданных за пределами компаний Square и Enix и лучшей из всех частей серии игр Suikoden.